# فرانك أودونيل
فرانك أودونيل (بالإنجليزية: Frank O'Donnell)‏ (31 أغسطس 1911 في المملكة المتحدة - 4 سبتمبر 1952) هو مدرب كرة قدم ولاعب كرة قدم بريطاني (وحمل سابقاً جنسية المملكة المتحدة لبريطانيا العظمى وأيرلندا) في مركز الهجوم. شارك مع منتخب اسكتلندا لكرة القدم. أما مع النوادي، فقد لعب مع أستون فيلا وبريستون نورث إيند وريث روفرز ونادي بلاكبول ونادي سلتيك ونوتينغهام فورست وBuxton F.C. ‏.

## وصلات خارجية
- فرانك أودونيل على موقع الاتحاد الإسكتلندي (الإنجليزية)
- فرانك أودونيل على موقع قاعدة بيانات كرة القدم.إي يو (الإنجليزية)